# Hugo II de Nordgau
Hugo II, llamado raucus († antes de 986), fue conde de Nordgau y miembro de la línea de los Eberhardiner, una rama de la familia noble de los Eticónidas.

## Biografía
Hugo II, hijo mayor de Eberhard IV, sucede en el condado de Nordgau desde el año 951, en virtud de la abdicación de su padre. Un acta de donación, hecha el 26 de septiembre de ese año, del pueblo de Düppigheim, a favor de la iglesia de Estrasburgo, dice: Ottone XV anno regni ejus, Utone praesule, Lutolfo duce, Hugone comite, Hartzwigo advocato. En 956, un nuevo documento tiene a Hugone comite como testigo en esta diócesis.
El conde Hugo también se menciona en dos diplomas de los emperadores Otón I y Otón II, uno del año 968 para la reina Adelaida y otro de 973 para la abadía de  Peterlingen. El primero dice que los señoríos de Hochfelden (Hohfeldon), Sermersheim (Sarameresheim), Schweighausen (Suehhusun), Morschweiler (Morinzanuuileri) y Selz (Salise), situados en Alsacia, in comitatu Hugonis comitis con las iglesias, tierras, siervos, la caza, y en general todo lo que pertenece a estos señoríos, son cedidos a esta reina, para poseer en toda propiedad y disponer de ellos como su propio patrimonio.
El conde Hugo, para cumplir el deseo de su padre, funda en 968, el monasterio de Altdorf cerca de Molsheim, en Alsacia. 
La crónica Notitiæ Altorfenses dice: Eberhardus comes…filius eius Hugo, qui erat aliquantulum raucus, especificando que fundó el monasterio de Altdorf, donde su padre fue enterrado. Legó para el mantenimiento de esta abadía, la tierra de Düttelnheim, con su justicia y todas sus pertenencias (Tullelheim cum banno villae ipsius et iustitiam), y una infinidad de otros dominios. La iglesia de este monasterio fue consagrada por el obispo de Estrasburgo Erchembald, en honor de San Bartolomé y el Papa San Gregorio, y en presencia de Maiolus, abad de Cluny: hanc ecclesiam consecravit episcopus Argentinensis Erchenboldus, petitione eiusdem Hugonis comitis, etc. in praesentia presulis et abbatis Maioli Cluniacensis et coram plerisque primatibus. 
El Papa San León IX, nieto del conde Hugo consagra nuevamente esta iglesia, durante su estancia en Alsacia en 1049, y la coloca bajo la invocación de San Ciriaco, como se conserva hasta hoy.

## Descendencia
El nombre y el origen de la esposa del conde Hugo se desconocen. Hugo II y su esposa tuvieron descendencia:
1. Eberhard V, conde de Nordgau
2. Gerhard (Gerhardus), testigo en un diploma fechado el 20 de mayo de 999, por el cual el emperador Otón III permitió al conde Eberhard V el establecimiento de mercado y la moneda en Altdorf.[7]
3. Matfrid (Mathfridus), testimonio en el mismo diploma fechado el 20 de mayo de 999.
4. Hugo IV, conde de Nordgau